# سنجاب زمینی فرانکلین
سنجاب زمینی فرانکلین (نام علمی: Spermophilus franklinii) نام یک گونه از سرده دانه‌دوست‌ها است.